# Hannele Kumpulainen
Marjo Hannele Kumpulainen, född 10 februari 1965 i Kangasala, är en finländsk konstnär. 

## Biografi
Kumpulainen studerade 1982–1984 vid Imatra bildkonstskola och 1985–1986 vid Nordiska konstskolan i Karleby samt genomgick Bildkonstakademin 1986–1990. Hon ställde ut första gången 1987. I början av 1990-talet väckte hon uppmärksamhet med sina stora målningar och motiv, bland annat av ishockeyspelare, som associerade till renässansens eller barockens fresker och altarmålningar. Barnfamiljens vardag avspeglade sig i olika former i i hennes konst fram till början av 2000-talet. Vid sidan av stora målningar, ofta i tempera på duk, har hon använt bland annat barnkläder, av vilka hon format stilleben eller bemålade textilskulpturer och reliefer. I mitten av 1990-talet ställde hon också ut fotografier och målningar med samma motiv sida vid sida, bland annat på sin separatutställning Penselns spår – kamerans spår och grupputställningen En mera föreställande konst (1996). Hennes måleri var vid denna tid mycket teoretisk och samtidigt lekfull. 
Hon har bland annat undervisat vid Konstinstitutet i Imatra 1991–1994, vid Bildkonstakademin sedan 1996 och Nordiska konstskolan 1997. Hon var 1990–1991 Väinö Tanner-stiftelsens första stipendiat i konstnärshuset Mazzano Romana i Italien. På 2000-talet deltog hon i grupputställningarna Fractures of Life på Kiasma (2005) och Särkynyt sydän på Joensuu konstmuseum (2009) samt haft en egen utställning på Galleria Sculptor (2009).